# Bartłomiej Frydrych

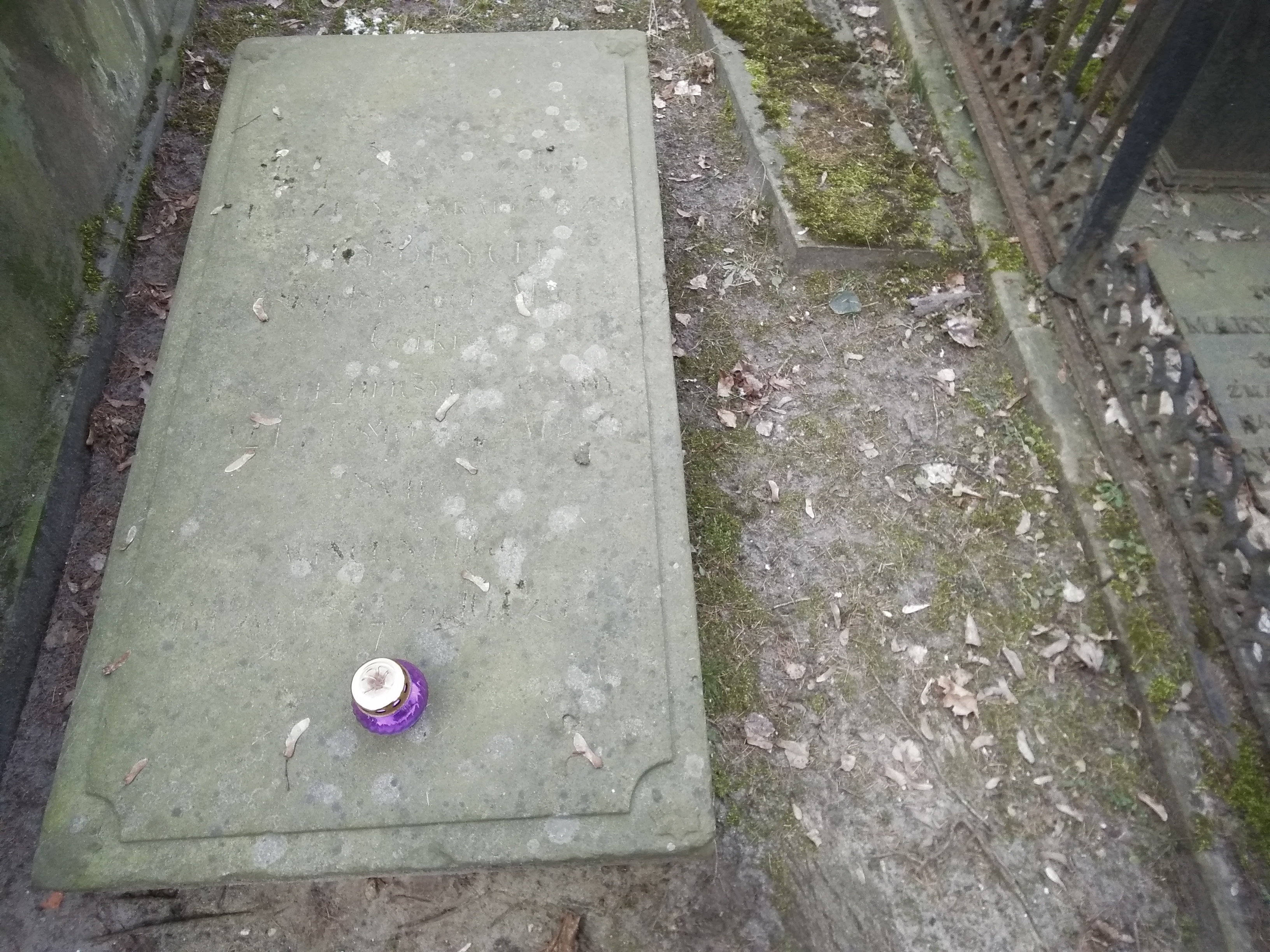
Grób rodziny Bartłomieja Frydycha na Cmentarzu Powązkowskim

Bartłomiej Frydrych (ur. 1800 w Suchedniowie, zm. 21 maja 1867 w Warszawie) – polski lekarz psychiatra, autor pierwszego podręcznika psychiatrii w języku polskim, oficer powstania listopadowego.

## Życiorys
Syn Walentego Frydrycha i Tekli z Bieskich. Ukończył Liceum Warszawskie. Studia lekarskie rozpoczął na Uniwersytecie Warszawskim, a ukończył na Uniwersytecie Wileńskim w roku 1827. Początkowo interesował się chirurgią, ale ostatecznie swoje zainteresowania skierował w kierunku psychiatrii. Od roku 1836 do końca życia pełnił funkcje lekarza ordynującego w Szpitalu Dzieciątka Jezus w Warszawie. Jako pierwszy polski psychiatra odbył podróż naukową do ośrodków dla umysłowo chorych w Niemczech i we Francji, z których ośrodki francuskie wywarły na nim pozytywne wrażenie jako wzór do naśladowania w Polsce.
W oparciu o te doświadczenia i własną praktykę opracował własny system leczenia. Opierał się on na stosowaniu niewielkich upustów krwi z rąk i nóg, przystawianiu pijawek do nosa, za uszami i na karku, podawaniu środków wymiotnych i soli rozwalniających, stosowaniu kąpieli oraz opium w połączeniu z innymi środkami, jak np. plastry z gorczycy na skórę. Mimo że Frydrych opowiadał się za łączeniem środków somatycznych i psychologicznych w terapii, to wykluczał ze swojego systemu leczenia wszelki wpływ muzyki i rozrywki na pacjenta.
W roku 1845 opublikował w języku polskim pierwszy podręcznik psychiatrii O chorobach umysłowych.
Poza tym jest autorem innych prac naukowych, w tym z zakresu chirurgii, a także sprawozdań z działania oddziału zamieszczanych w „Pamiętniku Towarzystwa Lekarskiego Warszawskiego”. Jako organizator dawał wskazówki i przyczynił się do wznoszenia w latach od 1840 do 1841 nowego budynku szpitalnego dla 50 chorych.
W 1837 ożenił się w Warszawie z Józefą Makarewicz (1815–1842).
Pochowany został na cmentarzu Powązkowskim.

## Prace
- O chorobach umysłowych. Warszawa: nakładem autora, 1845